# Агентство государственных услуг

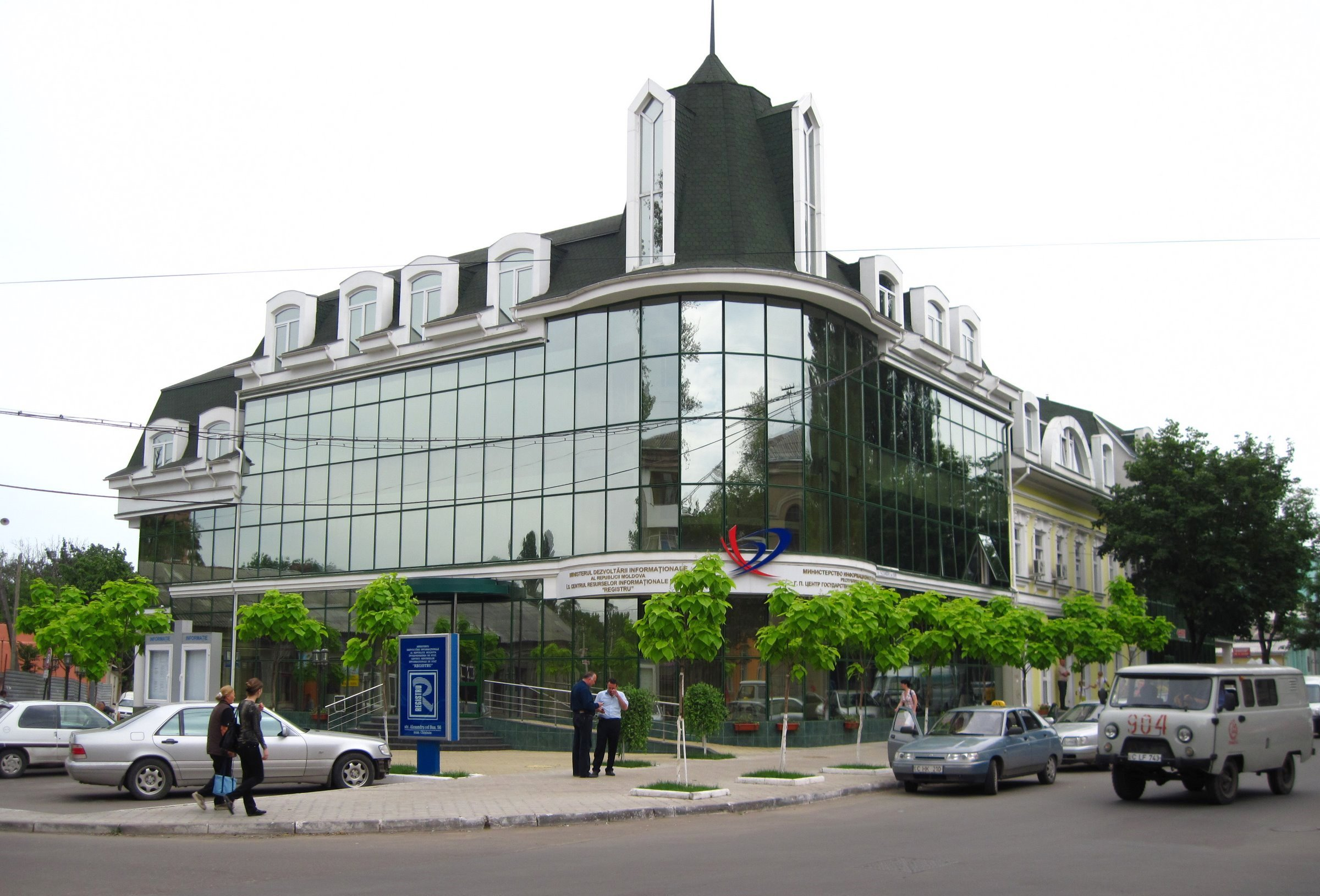

Агентство государственных услуг (рум. Agenția Servicii Publice) — государственное предприятие в Республике Молдова, занимающееся предоставлением ряда информационных услуг и изготовлением продуктов, в том числе государственного значения.
В основном занимается вопросами документирования и учёта населения. По роду своей деятельности является уникальным в стране.
Предприятие подведомственно Министерству экономического развития и цифровизации Молдовы.

## История
19 сентября 1995 года Государственная Регистрационная Палата при Министерстве юстиции Республики Молдова подписала Сертификат о регистрации государственного предприятия «Registru».
В 1995 году ГП Центр учёта и документирования населения «Registru» было в составе Департамента учёта и документирования населения при Министерстве внутренних дел РМ. В 2001 году — ГП «Registru» состояло в составе Департамента информационных технологий РМ. В 2005 году — ГП «Registru» вошло в состав Министерства информационного развития РМ. А с мая 2008 года государственное предприятие «Registru» получило статус Центра государственных информационных ресурсов «Registru» при Министерстве информационного развития.
В 2012 году премьер-министр страны Влад Филат заявил о попытке рейдерской атаки на предприятие, результатом которой может служить выплата штрафа в 100 миллионов долларов США за несоблюдение условий контракта 1996 года с фирмой Бориса Бирштейна.
В 2016 году Кабинетом Министров Республики Молдова на базе государственного предприятия «Registru» было решено создать «Агентство административных услуг» (рум. Agenția Servicii Publice). Новое ведомство, образуется при вхождении следующих предприятий в состав «Registru»:
- Государственная регистрационная палата (рум. Î.S. Camera Înregistrării de Stat)
- Лицензионная палата (рум. Camera de Licențiere)
- Государственное предприятие «Cadastru»
- Служба гражданского состояния (рум. Serviciul Stare Civilă)

Целью данного изменения является упрощение доступа граждан к государственным услугам предоставляя их по принципу «единого окна», уменьшение тарифов благодаря оптимизации процессов, а также борьба с коррупцией.

## Продукты и услуги
- Портал электронных услуг
- Предварительная запись на услуги
- Документирование населения
- Гражданство РМ
- Документы удостоверяющие личность иностранных граждан
- Квалификация и документирование водительского состава
- Регистрация транспортных средств
- Доставка документов
- Создание и администрирование информационных ресурсов
- Информационные услуги
- Пластиковая карта
- Печати и пломбираторы
- Типография и полиграфия
- Научно-технические исследования
- Учебные курсы

## Руководство
Генеральный директор предприятия:
- Владимир Моложен (до 9 марта 2011 года)[14]
- Павел Бучацки (исполняющий обязанности с 9 марта 2011 года по 22 марта 2011 года)[15]
- Сержиу Рэйлян (с 22 марта 2011 года)[16]